# Mikaela Shiffrin
Mikaela Shiffrin (Vail, 13 de março de 1995) é uma esquiadora profissional dos Estados Unidos especializada em slalom e slalom gigante. Ela tem o maior número de vitórias em Copas do Mundo de qualquer esquiador alpino da história (incluindo homens ou mulheres) e é considerada uma das maiores esquiadoras alpinas de todos os tempos. Ela é duas vezes medalhista de ouro olímpica. Ela é cinco vezes campeã geral da Copa do Mundo, quatro vezes campeã mundial de slalom e sete vezes vencedora do título da disciplina da Copa do Mundo naquele evento. Shiffrin é a mais jovem campeã de slalom da história do esqui alpino olímpico, com 18 anos e 345 dias.

## Infância e educação
Nascida em Vail, Colorado, Shiffrin teve uma ascensão meteórica em corridas de esqui alpino começando a participar das provas da Federação Internacional assim que atingiu idade suficiente. Em 14 de dezembro de 2010, quando atingiu a idade mínima exigida de 15 anos, Shiffrin ganhou uma corrida de combinado realizada no Panorama Mountain Village, esta era apenas a oitava corrida de nível internacional que ela competia. Duas semanas depois ela ganhou duas provas de slalom realizadas em Sunday River, Maine. Um mês depois, ela ganhou notoriedade no cenário internacional quando ficou com o bronze no slalom do campeonato júnior realizado em Crans-Montana, Suíça.

## Carreira
Shiffrin fez sua estreia na Copa do Mundo em 11 de março de 2011, disputando uma prova de slalom gigante em Spindleruv Mlyn, na República Checa. No início de abril, apenas algumas semanas depois de seu 16.º aniversário, ela ganhou o título de slalom no Campeonato Nacional dos EUA em Winter Park, Colorado.
Em 8 de fevereiro de 2023, conquistou a prata no super-G do Campeonato Mundial em Méribel. Oito dias depois, obteve o ouro no slalom gigante do mesmo evento. Em 18 de fevereiro do mesmo ano, ficou em segundo lugar no slalom em Méribel.
Em 23 de fevereiro de 2025 chegou à sua 100ª vitória na Copa do Mundo de esqui alpino, aumentando seu recorde histórico de maior vencedora de todos os tempos entre mulheres e homens.

## Sucessos

### Vitórias na Copa do Mundo

#### Corridas individuais
- 74 vitórias – (47 SL, 14 GS, 1 SC, 3 DH, 4 SG, 5 PSL)
- 120 podiums – (66 SL, 31 GS, 1 SC, 7 PSL, 6 DH, 9 SG)

| Temporada | Data                   | Local                        | Disciplina      | POS |
| --------- | ---------------------- | ---------------------------- | --------------- | --- |
| 2012      | 29 de dezembro de 2011 | Lienz, Áustria               | Slalom          | 3º  |
| 2013      | 10 de novembro de 2012 | Levi, Finlândia              | Slalom          | 3º  |
| 2013      | 20 de dezembro de 2012 | Åre, Suécia                  | Slalom          | 1º  |
| 2013      | 4 de janeiro de 2013   | Zagreb, Croácia              | Slalom          | 1º  |
| 2013      | 15 de janeiro de 2013  | Flachau, Áustria             | Slalom          | 1º  |
| 2013      | 29 de janeiro de 2013  | Moscou, Rússia               | Slalom paralelo | 3º  |
| 2013      | 10 de março de 2013    | Ofterschwang, Alemanha       | Slalom          | 3º  |
| 2013      | 16 de março de 2013    | Lenzerheide, Suiça           | Slalom          | 1º  |
| 2014      | 16 de novembro de 2013 | Levi, Finlândia              | Slalom          | 1º  |
| 2014      | 1 de dezembro de 2013  | Beaver Creek, Estados Unidos | Slalom gigante  | 2º  |

### Linha do tempo
| Temporada | Idade | Geral | Slalom | Giant Slalom | Super G | Downhill | Combinado |
| --------- | ----- | ----- | ------ | ------------ | ------- | -------- | --------- |
| 2012      | 16    | 43    | 17     | 49           | —       | —        | —         |
| 2013      | 17    | 5     | 1      | 19           | —       | —        | —         |